# Clásico RCN 2016
La 56.ª edición del Clásico RCN (oficialmente: Clásico RCN-Claro), es una carrera ciclista de aficionados por etapas que se disputa en Colombia entre el 23 de septiembre al 1 de octubre del 2016 con un recorrido total de 1656,4 kilómetros distribuido en 9 etapas entre Turbo y El Carmen de Bolívar.
La edición de este año inició desde el Urabá Antioqueño, con un recorrido histórico y atractivo que comprende pasos por localidades como Necoclí, Turbo, Apartadó, Carepa y Chigorodó, territorios de gran ascendencia atlética y futbolística, que ahora disfrutarán del paso de una de las caravanas ciclísticas con mayor tradición de nuestro territorio. Finalmente, la carrera terminará en El Carmen de Bolívar, lugar que ya recibió una caravana ciclística por primera vez.
La carrera fue ganada por el corredor español Óscar Sevilla del equipo EPM Tigo - Une Área Metropolitana, en segundo lugar el ciclista boliviano Óscar Soliz (Movistar Team América) y en tercer lugar Ángel Alexander Gil (Aguardiente Antioqueño).

## Equipos participantes
Tomaron parte en la carrera 21 equipos integrado por 10 corredores, formando así en principio, un pelotón de 210 ciclistas.
| Equipo                                                                     | Cód. UCI | Categoría   |
| -------------------------------------------------------------------------- | -------- | ----------- |
| Aguardiente Néctar - 4WD Rent a Car - LICICU                               |          | Amateur     |
| Alcaldía de Manizales                                                      |          | Amateur     |
| Autolarte-Rali Panama                                                      |          | Amateur     |
| Bakano                                                                     |          | Amateur     |
| Boyacá Raza De Campeones                                                   | BRC      | Continental |
| Carnaval del Pollo-Tolima Pasión                                           |          | Amateur     |
| Coldeportes - Claro - Zenú                                                 |          | Amateur     |
| EBSA Empresa de Energía Boyacá                                             |          | Amateur     |
| EPM Tigo - Une Área Metropolitana                                          | EPM      | Continental |
| FF AA Fuerzas Armadas - Ejército Nacional                                  |          | Amateur     |
| GW Shimano - Chaoyang - Envía - Kixx                                       | GWS      | Continental |
| Flowerpack - Zar - JB Ropa Deportiva - Farbe                               |          | Amateur     |
| Manzana Postobón Team                                                      | MZN      | Continental |
| Movistar Team América                                                      | MOT      | Continental |
| Mundial de Tornillos - Pijaos - Super Tools                                |          | Amateur     |
| Aguardiente Antioqueño - Indeportes Antioquia - IDEA - Lotería de Medellín |          | Amateur     |
| Pinturas BLER - Team Wilches - Colpatria                                   |          | Amateur     |
| Sogamoso ciudad incluyente - Argos - Cooservicios - IRDS                   |          | Amateur     |
| Strongman Campagnolo Wilier                                                | SCQ      | Continental |
| Arroz Sonora - Dimonex                                                     |          | Amateur     |

## Etapas
| Etapa     | Fecha     | Recorrido                           | type                   | Distancia (km) | Ganador                | Líder                 |
| --------- | --------- | ----------------------------------- | ---------------------- | -------------- | ---------------------- | --------------------- |
| 1.ª etapa | 23 de sep | Turbo – Apartadó                    | etapa llana            | 148,5          | Juan Sebastián Molano  | Juan Sebastián Molano |
| 2.ª etapa | 24 de sep | Chigorodó – Uramita                 | etapa de media montaña | 142,3          | Óscar Sevilla          | Óscar Sevilla         |
| 3.ª etapa | 25 de sep | Santa Fe de Antioquia – La Ceja     | etapa de montaña       | 175,1          | Juan Pablo Suárez      | Óscar Sevilla         |
| 4.ª etapa | 26 de sep | Rionegro – Puerto Boyacá            | etapa de media montaña | 166,2          | Juan Sebastián Molano  | Óscar Sevilla         |
| 5.ª etapa | 27 de sep | Puerto Berrío – Bucaramanga         | etapa de montaña       | 200,8          | Yeison Andrés Chaparro | Óscar Sevilla         |
| 6.ª etapa | 28 de sep | Bucaramanga – Aguachica             | etapa de media montaña | 167,2          | Juan Sebastián Molano  | Óscar Sevilla         |
| 7.ª etapa | 29 de sep | Pailitas – Valledupar               | etapa llana            | 212            | Juan Sebastián Molano  | Óscar Sevilla         |
| 8.ª etapa | 30 de sep | Valencia de Jesús – Santa Marta     | etapa llana            | 222,6          | Jairo Cano Salas       | Óscar Sevilla         |
| 9.ª etapa | 1 de oct  | Barranquilla – El Carmen de Bolívar | etapa llana            | 221,7          | Juan Felipe Osorio     | Óscar Sevilla         |

## Clasificaciones finales
- Las clasificaciones finalizaron de la siguiente forma:[5]

### Clasificación general
| Clasificación general |                        |                                                                            |                 |
| Ciclista              | Ciclista               | Equipo                                                                     | Tiempo          |
| --------------------- | ---------------------- | -------------------------------------------------------------------------- | --------------- |
| 1.º                   | Óscar Sevilla          | EPM Tigo - Une Área Metropolitana                                          | 39 h 36 min 9 s |
| 2.º                   | Óscar Soliz            | Movistar Team América                                                      | + 28 s          |
| 3.                    | Ángel Alexander Gil    | Aguardiente Antioqueño - Indeportes Antioquia - IDEA - Lotería de Medellín | + 29 s          |
| 4.º                   | Carlos Becerra         | Strongman Campagnolo Wilier                                                | + 31 s          |
| 5.º                   | Hernán Aguirre         | Manzana Postobón Team                                                      | + 56 s          |
| 6.º                   | John Martínez          | Coldeportes - Claro - Zenú                                                 | + 58 s          |
| 7.º                   | Robinson Chalapud      | Mundial de Tornillos - Pijaos - Super Tools                                | + 1 min 11 s    |
| 8.º                   | Jader Betancur         | Aguardiente Antioqueño - Indeportes Antioquia - IDEA - Lotería de Medellín | + 1 min 12 s    |
| 9.º                   | Yeison Andrés Chaparro | Boyacá Raza De Campeones                                                   | + 1 min 26 s    |
| 10.º                  | Wilmar Jahir Pérez     | Aguardiente Néctar - 4WD Rent a Car - LICICU                               | + 1 min 33 s    |

### Clasificación de los jóvenes
| Clasificación de los jóvenes |                    |                       |                 |
| Ciclista                     | Ciclista           | Equipo                | Tiempo          |
| ---------------------------- | ------------------ | --------------------- | --------------- |
| 1.º                          | Hernán Aguirre     | Manzana Postobón Team | 39 h 37 min 5 s |
| 2.º                          | Wilmar Castro      | FF AA Fuerzas Armadas | + 6 min 11 s    |
| 3.º                          | Anderson Paredes   | Flowerpack            | + 6 min 25 s    |
| 4.º                          | Óscar Quiroz       | Alcaldía de Manizales | + 9 min 04 s    |
| 5.º                          | Juan Felipe Osorio | Manzana Postobón Team | + 23 min 11 s   |

### Clasificación de la montaña
| Clasificación de la montaña |                      |                                   |        |
| Ciclista                    | Ciclista             | Equipo                            | Puntos |
| --------------------------- | -------------------- | --------------------------------- | ------ |
| 1.º                         | Miguel Ángel Rubiano | Coldeportes-Claro                 | 50     |
| 2.º                         | Mauricio Ortega      | Mundial de Tornillos              | 42     |
| 3.º                         | Juan Pablo Suárez    | EPM Tigo - Une Área Metropolitana | 37     |
| 4.º                         | Rafael Montiel       | Aguardiente Antioqueño            | 26     |
| 5.º                         | Óscar Sevilla        | EPM Tigo - Une Área Metropolitana | 15     |

### Clasificación de sprint especial
| Clasificación de sprint especial |                    |                       |        |
| Ciclista                         | Ciclista           | Equipo                | Puntos |
| -------------------------------- | ------------------ | --------------------- | ------ |
| 1.º                              | Cristian Talero    | Movistar Team América | 32     |
| 2.º                              | Daniel Avellaneda  | Bakano                | 12     |
| 3.º                              | Edwin Sánchez      | Movistar Team América | 10     |
| 4.º                              | Stiber Ortiz       | Movistar Team América | 9      |
| 5.º                              | Juan Felipe Osorio | Manzana Postobón Team | 8      |

### Clasificación de la regularidad
| Clasificación de la regularidad |                       |                                   |        |
| Ciclista                        | Ciclista              | Equipo                            | Puntos |
| ------------------------------- | --------------------- | --------------------------------- | ------ |
| 1.º                             | Juan Sebastián Molano | Manzana Postobón Team             | 82     |
| 2.º                             | Óscar Sevilla         | EPM Tigo - Une Área Metropolitana | 62     |
| 3.º                             | Jaime Castañeda       | Movistar Team América             | 48     |
| 4.º                             | Diego Ochoa           | Boyacá Raza De Campeones          | 40     |
| 5.º                             | José Serpa            | Arroz Sonora - Dimonex            | 39     |

### Clasificación de las metas volantes
| Clasificación de las metas volantes |                     |                                   |        |
| Ciclista                            | Ciclista            | Equipo                            | Puntos |
| ----------------------------------- | ------------------- | --------------------------------- | ------ |
| 1.º                                 | Javier Gómez Pineda | Boyacá Raza de Campeones          | 31     |
| 2.º                                 | Óscar Sevilla       | EPM Tigo - Une Área Metropolitana | 24     |
| 3.º                                 | Jaime Castañeda     | Movistar Team América             | 15     |
| 4.º                                 | Cristian Talero     | Movistar Team América             | 13     |
| 5.º                                 | William David Muñoz | Autolarte-Rali Panama             | 13     |

## Evolución de las clasificaciones
| Etapa                   | Vencedor                | Clasificación general | Clasificación de los jóvenes | Clasificación de la montaña | Clasificación de sprint especial | Clasificación de la regularidad | Clasificación de metas volantes | Clasificación de la excelencia |
| ----------------------- | ----------------------- | --------------------- | ---------------------------- | --------------------------- | -------------------------------- | ------------------------------- | ------------------------------- | ------------------------------ |
| 1.ª                     | Juan Sebastián Molano   | Juan Sebastián Molano | Juan Sebastián Molano        | Cristhian Montoya           | Cristian Talero                  | Juan Sebastián Molano           | Óscar Sevilla                   | Jaime Castañeda                |
| 2.ª                     | Óscar Sevilla           | Óscar Sevilla         | Anderson Paredes             | Mauricio Ortega             | Cristian Talero                  | Óscar Sevilla                   | Jairo Cano Salas                | Alex Cano                      |
| 3.ª                     | Juan Pablo Suárez       | Óscar Sevilla         | Hernán Aguirre               | Miguel Ángel Rubiano        | Cristian Talero                  | Óscar Sevilla                   | Jairo Cano Salas                | Juan Pablo Rendón              |
| 4.ª                     | Juan Sebastián Molano   | Óscar Sevilla         | Hernán Aguirre               | Miguel Ángel Rubiano        | Cristian Talero                  | Óscar Sevilla                   | Juan Pablo Forero               | Camilo Gómez                   |
| 5.ª                     | Yeison Chaparro         | Óscar Sevilla         | Hernán Aguirre               | Miguel Ángel Rubiano        | Cristian Talero                  | Óscar Sevilla                   | Javier Gómez Pineda             | José Serpa                     |
| 6.ª                     | Juan Sebastián Molano   | Óscar Sevilla         | Hernán Aguirre               | Miguel Ángel Rubiano        | Cristian Talero                  | Óscar Sevilla                   | Javier Gómez Pineda             | Mauricio Ortega                |
| 7.ª                     | Juan Sebastián Molano   | Óscar Sevilla         | Hernán Aguirre               | Miguel Ángel Rubiano        | Cristian Talero                  | Óscar Sevilla                   | Javier Gómez Pineda             | Jair Pérez                     |
| 8.ª                     | Jairo Cano Salas        | Óscar Sevilla         | Hernán Aguirre               | Miguel Ángel Rubiano        | Cristian Talero                  | Juan Sebastián Molano           | Javier Gómez Pineda             | Aristóbulo Cala                |
| 9.ª                     | Juan Felipe Osorio      | Óscar Sevilla         | Hernán Aguirre               | Miguel Ángel Rubiano        | Cristian Talero                  | Juan Sebastián Molano           | Javier Gómez Pineda             | Carlos Becerra                 |
| Clasificaciones finales | Clasificaciones finales | Óscar Sevilla         | Hernán Aguirre               | Miguel Ángel Rubiano        | Cristian Talero                  | Juan Sebastián Molano           | Javier Gómez Pineda             | Carlos Becerra                 |

## Fotografías destacadas
|  |  |  |